# Oregon Green
 (avril 2024).
Si vous disposez d'ouvrages ou d'articles de référence ou si vous connaissez des sites web de qualité traitant du thème abordé ici, merci de compléter l'article en donnant les références utiles à sa vérifiabilité et en les liant à la section « Notes et références ».
 (avril 2024).
La mise en forme du texte ne suit pas les recommandations de Wikipédia : il faut le « wikifier ».
Les points d'amélioration suivants sont les cas les plus fréquents :
- Les titres sont pré-formatés par le logiciel. Ils ne sont ni en capitales, ni en gras.
- Le texte ne doit pas être écrit en capitales (les noms de famille non plus), ni en gras, ni en italique, ni en « petit »…
- Le gras n'est utilisé que pour surligner le titre de l'article dans l'introduction, une seule fois.
- L'italique est rarement utilisé : mots en langue étrangère, titres d'œuvres, noms de bateaux, etc.
- Les citations ne sont pas en italique mais en corps de texte normal. Elles sont entourées par des guillemets français : « et ».
- Les listes à puces sont à éviter, des paragraphes rédigés étant largement préférés. Les tableaux sont à réserver à la présentation de données structurées (résultats, etc.).
- Les appels de note de bas de page (petits chiffres en exposant, introduits par l'outil «  Source ») sont à placer entre la fin de phrase et le point final[comme ça].
- Les liens internes (vers d'autres articles de Wikipédia) sont à choisir avec parcimonie. Créez des liens vers des articles approfondissant le sujet. Les termes génériques sans rapport avec le sujet sont à éviter, ainsi que les répétitions de liens vers un même terme.
- Les liens externes sont à placer uniquement dans une section « Liens externes », à la fin de l'article. Ces liens sont à choisir avec parcimonie suivant les règles définies. Si un lien sert de source à l'article, son insertion dans le texte est à faire par les notes de bas de page.
- La présentation des références doit suivre les conventions bibliographiques. Il est recommandé d'utiliser les modèles {{Ouvrage}}, {{Chapitre}}, {{Article}}, {{Lien web}} et/ou {{Bibliographie}}. Le mode d'édition visuel peut mettre en forme automatiquement les références.
- Insérer une infobox (cadre d'informations à droite) n'est pas obligatoire pour parachever la mise en page.

Pour une aide détaillée, merci de consulter Aide:Wikification.
Si vous pensez que ces points ont été résolus, vous pouvez retirer ce bandeau et améliorer la mise en forme d'un autre article.
L'Oregon Green (OG) est une famille de colorants fluorescents utilisés dans diverses applications en biologie et en biochimie, notamment en microscopie à fluorescence et en marquage d'acides nucléiques et de protéines.
Au fil du temps, les chercheurs ont continué à améliorer les propriétés de l'OG, notamment sa stabilité chimique, sa capacité à se lier sélectivement à certaines cibles biologiques et sa compatibilité avec différentes techniques de biologie cellulaire. Son introduction a permis des avancées significatives dans de nombreux domaines de la biologie cellulaire et moléculaire.
Celle-ci existe sous deux principaux dérivés : l’une à une longueur d'onde d'absorbance de 514 nm, et l’autre à 488 nm. Les colorants OG 488 et OG 514 sont des analogues fluorés des fluorescéines. Ils ont un pKa plus faible, ce qui rend leur fluorescence essentiellement insensible au pH dans la gamme des pH physiologiques.
L'OG est une molécule fluorescente utilisée souvent en thermodynamique notamment lors de l’étude des interactions protéine-protéine et interactions protéine-acide nucléique par anisotropie de fluorescence.
Ces colorants permettent la confection de fluorescence de conjuguée protéique. Afin de le relever sur les spectres, on utilise les systèmes d'imagerie spectrale (spectro-imagerie) dotés d'un logiciel d'analyse de démélange linéaire permettant de distinguer le colorant OG 514 des autres colorants fluorescents verts.
L’OG est souvent utilisé pour les études d’actine ainsi que les autres études nécessitant une fluorescence stable et peu sensible au pH.

## Utilisations
L'OG est un colorant fluorescent largement utilisé dans de nombreuses applications en biologie et en biochimie :

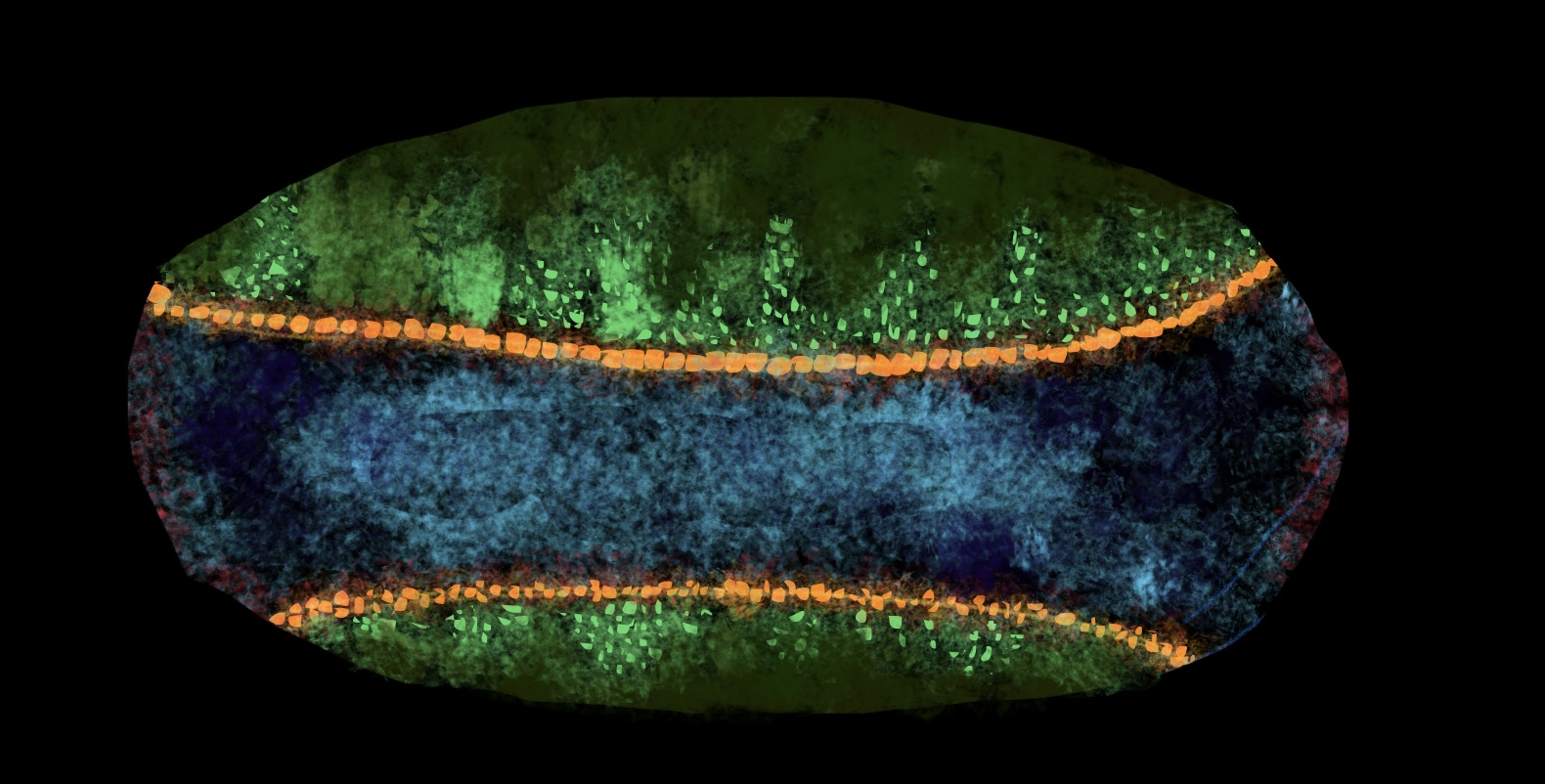
Marquage cellulaire par fluorescence

Marquage cellulaire, tissulaire et détection de molécules biologiques : Il est utilisé pour visualiser des structures cellulaires spécifiques, telles que les membranes cellulaires, les organites ou les protéines. Il peut être utilisé pour détecter la présence de diverses molécules biologiques telles que les ions, les enzymes, les protéines, etc. Ces applications sont largement utilisées dans des tests diagnostiques, des études de signalisation cellulaire et des analyses biochimiques.

Études des protéines : En marquant une protéine d'intérêt avec l'OG, les chercheurs peuvent suivre et quantifier les interactions entre la protéine dans des systèmes biologiques complexes.

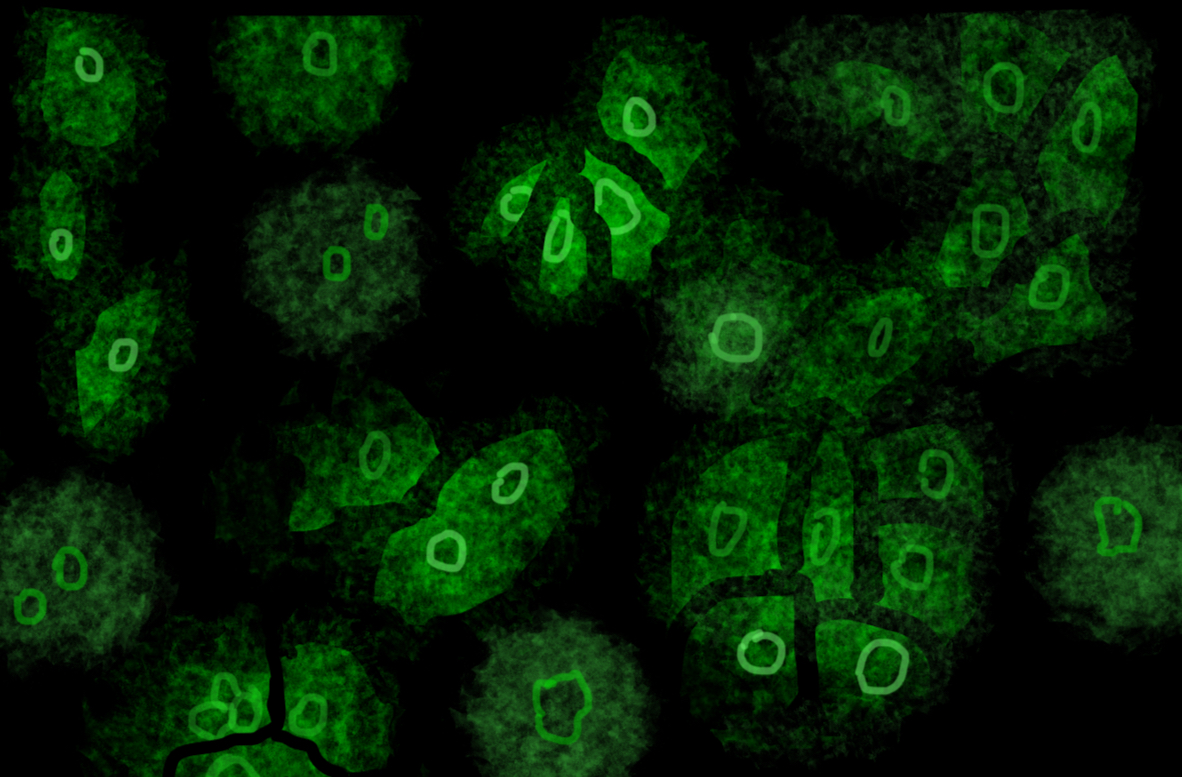
Etude de flux intercellulaire par fluorescence

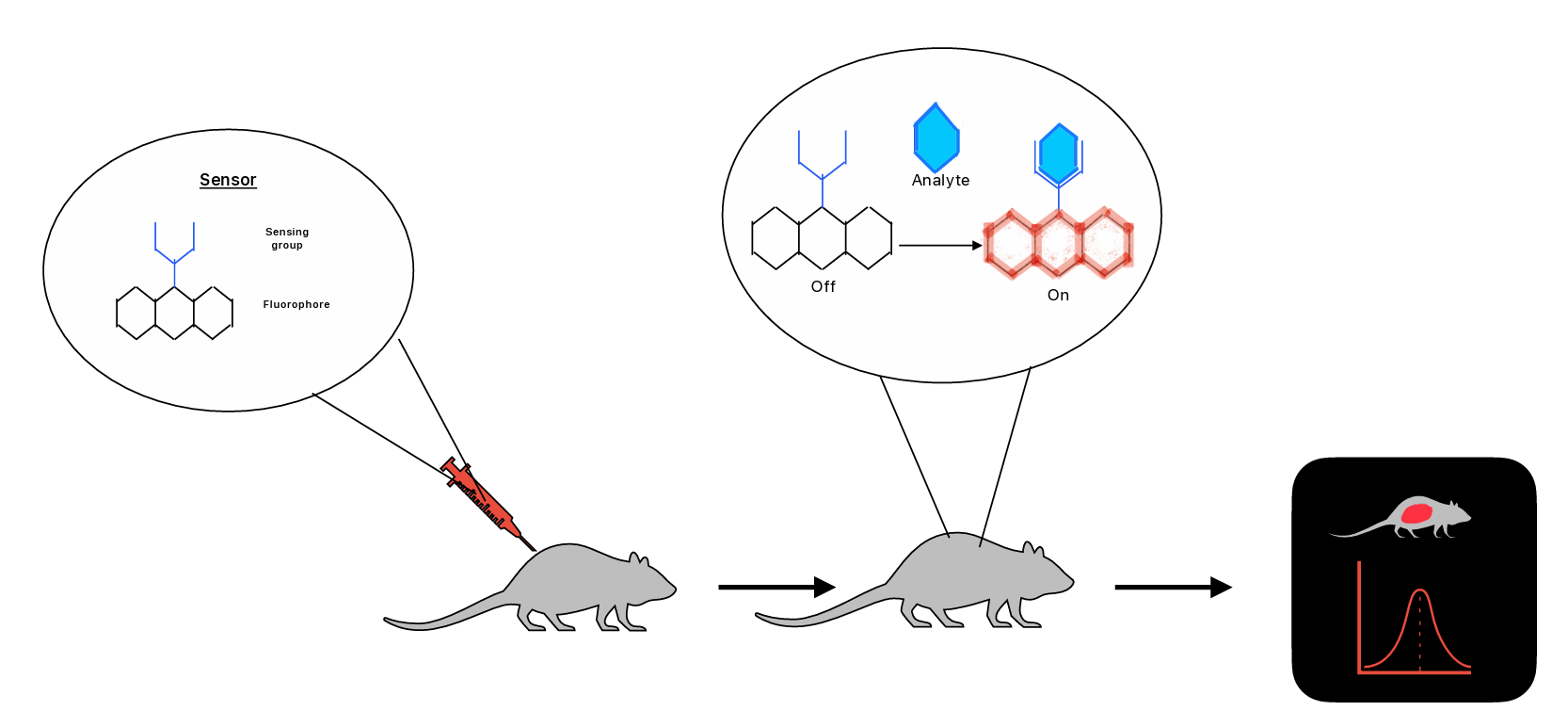
Imagerie in vivo par fluorescence

Études de flux intracellulaire : En raison de sa fluorescence intense et de sa photostabilité, il est souvent utilisé dans des études de flux intracellulaire pour suivre le mouvement et la distribution des molécules à l'intérieur des cellules vivantes.

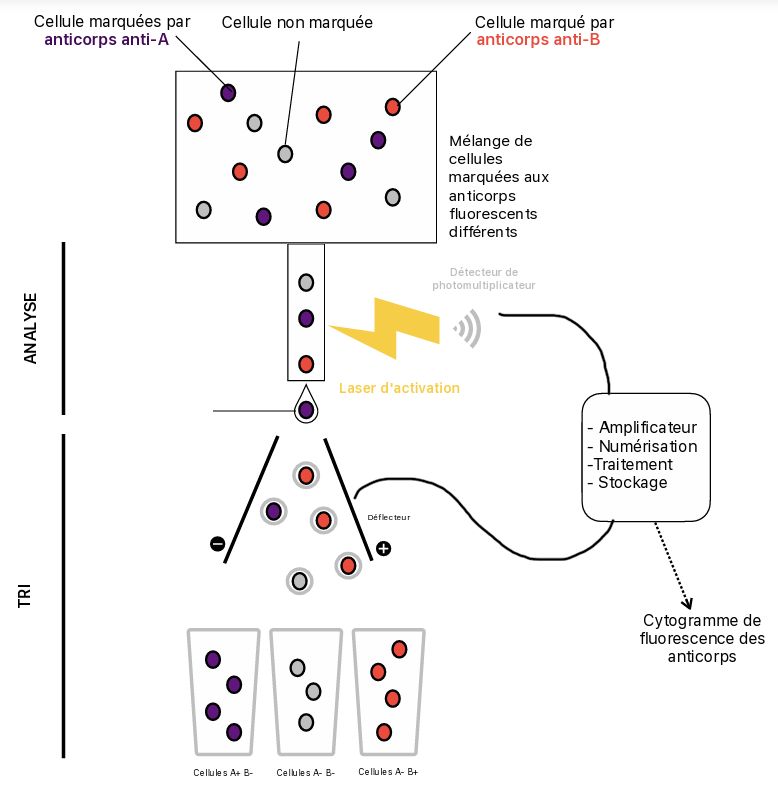
Analyse de cytométrie en flux par fluorescence

Analyses de cytométrie en flux : Il est compatible avec les analyses de cytométrie en flux, une technique qui permet de mesurer et d'analyser différentes caractéristiques des cellules individuelles en suspension. Il est utilisé pour identifier et trier les cellules marquées en fonction de leurs propriétés fluorescentes.
Imagerie in vivo : Bien que moins fréquente que son utilisation en microscopie cellulaire, il est également utilisé dans des études d'imagerie in vivo, où il peut être utilisé pour marquer et suivre des structures biologiques dans des organismes vivants.

## Oregon Green 488

### Synthèse de l'Oregon Green 488
La synthèse de l’OG 488 se fait essentiellement à partir d’anhydride phtalique. L’anhydride phtalique, en présence d’acide méthylsulfonique comme solvant, va réagir avec 2 équivalents de 4-fluororésorcinol. La réaction se déroule sous atmosphère inerte pendant 36 à 48 heures à une température de 80°C. La synthèse fonctionne très bien avec un rendement de 85%. Cependant, cette réaction nécessite la plupart du temps de réaliser la synthèse multi-étapes du 4-fluororesorcinol, ce dernier étant très cher et difficile à trouver sur le marché en quantité raisonnable.

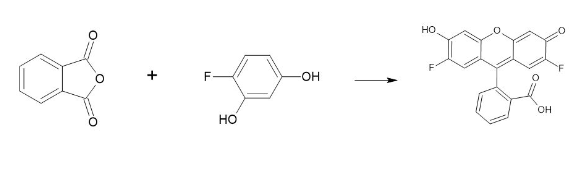
Anhydrique phtalique + 4-fluororésorcinol -> Oregon Green 488

### Description de l'Oregon Green 488

#### Perméabilité sclérale du OG 488
L'Oregon Green 488 peut servir au marquage fluorescent pour administration trans-sclérale de médicaments
L'étude de la pharmacocinétique dans l’administration trans-sclérale de médicaments a grandement bénéficié de l'utilisation du marquage à la fluorescéine sodique afin de traiter les troubles affectant le segment postérieur de l'œil.
Ce marquage fluorescent permet de quantifier la concentration des médicaments à la fois in vivo et in vitro. En exploitant la propriété de fluorescence du marqueur, la perméation du médicament à travers la sclérotique peut être mesurée par fluorimétrie. La concentration du médicament peut être évaluée par fluorophotométrie oculaire, tandis que sa présence dans la sclérotique peut être détectée par microscopie à la fluorescéine. Plusieurs facteurs, comme le poids moléculaire, la taille, le coefficient de partition et la charge du médicament, influent sur ce processus.
Des études ont démontré que les injections sous-ténoniennes permettent d'atteindre les concentrations les plus élevées de médicaments dans le vitré tout en réduisant les niveaux systémiques, ce qui suggère leur efficacité et leur sécurité pour le traitement des affections du segment postérieur.
Cependant, la fluorescéine sodique présente des limitations telles que le photoblanchiment et la sensibilité aux variations de pH, ce qui complique son association avec certains médicaments et peut conduire à une instabilité dans certains cas.
L'OG est un analogue fluoré de la fluorescéine. Deux hydrogènes sont substitués par deux fluors aux positions 2 et 7 de la fluorescéine (2,7-difluorofluorésceine). Ce changement rend l'OG moins sensible au pH et beaucoup plus photo stable.
|                                       | Fluorescéine sodique | OG 488     |
| Structure                             |                      |            |
| Formule brute                         | C20H12Na2O5          | C20H10F2O5 |
| Masse molaire (g.mol-1)               | 376.27               | 368.29     |
| Longueur d’onde d’excitation max (nm) | 495                  | 493        |
| Longueur d’onde d’émission max (nm)   | 517                  | 520        |

Sa similitude structurale, de poids moléculaire et de caractéristiques d'excitation et d'émission avec la fluorescéine sodique facilite son utilisation dans les protocoles de recherche déjà existants.
En conclusion, l'OG 488 pénètre la sclère, traverse la barrière hémato-rétinienne après une injection sous-ténonienne, et ne montre aucun signe de toxicité. La concentration vitréenne et du segment antérieur de l'OG est directement influencée par la concentration rétinienne/choroïdienne. L'OG 488 émerge comme une alternative prometteuse, compatible avec une gamme plus large de médicaments et offrant une plus grande stabilité et une fluorescence accrue dans la recherche sur les applications trans-sclérales de médicaments

### Dérivés courants de l’Oregon Green 488 nm et leurs applications
Il existe également de nombreux autres dérivés de ce dernier, on peut les obtenir en ajoutant une fonction acide, alcool ou encore un dérivé chloré. Ces molécules sont souvent obtenues par une simple réaction de Michaëlis sur la double liaison du cycle de la molécule d'OG 488.

#### Oregon Green 488 maleimide

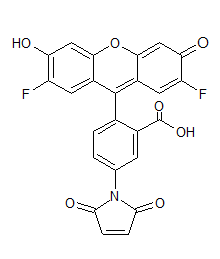
Oregon Green 488 maleimide

La réaction de l’OG 488 avec la maleimide va conduire à un dérivé, un réactif de marquage sélectif des sulfhydryles.
En général, cette molécule réagit avec les groupements thiols via la double liaison C=C où va se lier la fonction thiol. Les produits obtenus sont des conjugués fluorés de l’oregon green comme le PNA-oregon green 488.

#### Oregon Green 488 cadavérine

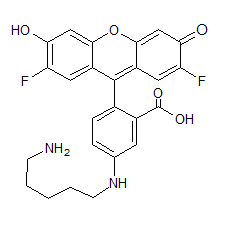
Oregon Green 488 cadavérine

La réaction de l’OG 488 avec la cadavérine va conduire à un autre dérivé de l’oregon green 488 qui conduit à des carbodiimides comme  1-ethyl-(3-(3-dimethylamino)propyl)-carbodiimide hydrochloride. Ils sont utilisés en général comme agent d'activation des acides carboxyliques.

## Oregon Green 514

### Synthèse de l'Oregon Green 514
La synthèse de l’OG 514 se fait à partir du 2',3,4,5,6,7'-hexafluorofluorescéine qui doit être synthétisé au préalable. Le 2',3,4,5,6,7'-hexafluorofluorescéine est mis en réaction avec l’acide thioglycolique à température ambiante en présence de DMF comme solvant. La synthèse fonctionne extrêmement bien avec un rendement de 99%.

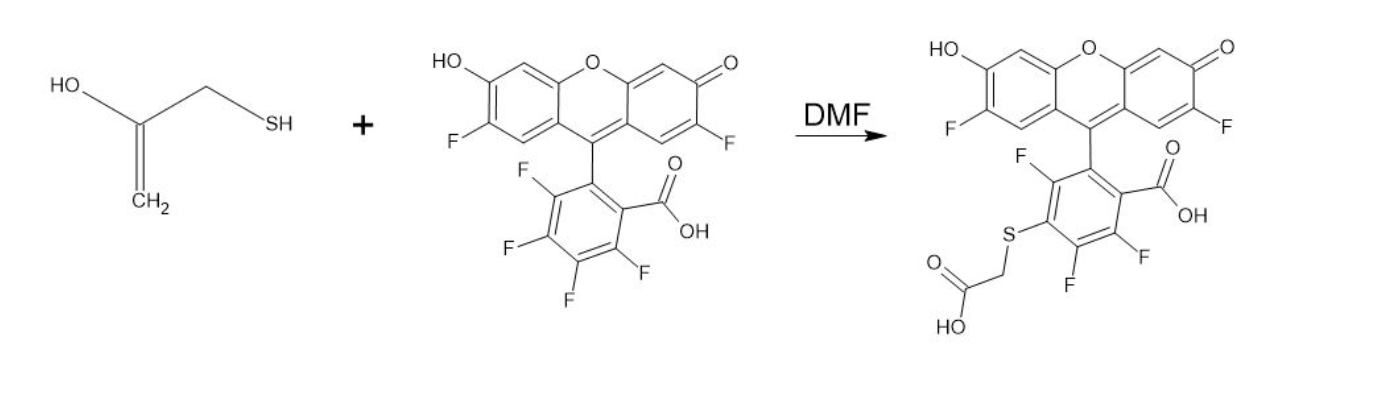

### Description de l'Oregon Green 514
Les propriétés de fluorescence des peptides marqués par l'OG 514 ont été étudiées sur des peptides synthétisés en laboratoire au préalable.
Ils sont d'abord marqués avec l'agent fluorescent. Cette étape de marquage est cruciale pour permettre la détection des peptides par fluorescence. Une fois marqués, les peptides sont caractérisés à l'aide de diverses techniques analytiques, telles que la spectroscopie UV-visible et la spectroscopie de fluorescence. Ces analyses permettent de déterminer les propriétés de fluorescence des peptides marqués, telles que leur spectre d'absorption et d'émission, ainsi que leur rendement quantique de fluorescence.

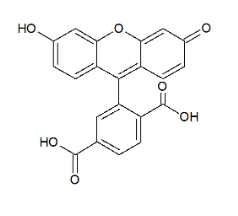
6-carboxyfluorescéine

Les résultats obtenus mettent en évidence plusieurs aspects importants. Tout d'abord, les peptides marqués par l'OG 514 présentent une fluorescence intense et spécifique, ce qui les rend très prometteurs pour diverses applications de bio-imagerie. De plus, les analyses spectroscopiques révèlent des caractéristiques spectroscopiques distinctes des peptides marqués, ce qui permet leur identification et leur quantification précises.

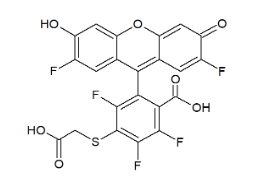
Oregon Green 514 carboxylic acid 6-isomer

Enfin, ces résultats démontrent la faisabilité et l'efficacité de la stratégie de marquage utilisée, ouvrant la voie à de futures recherches sur l'utilisation de peptides marqués dans des applications biomédicales. Les données obtenues à partir des analyses spectroscopiques sont analysées pour évaluer la qualité du marquage, la stabilité des peptides marqués et leurs propriétés de fluorescence.

### Dérivés courants de l’Oregon Green 514 et ses applications
Il existe de nombreux autres dérivés de l’OG 514, que l'on peut obtenir en ajoutant une fonction ester, amine ou encore nitro. De même que pour l'OG 488, ces molécules sont obtenues par une réaction de Michaëlis sur le groupement acide carboxylique de la molécule.

#### Oregon Green 514 NHS-ester

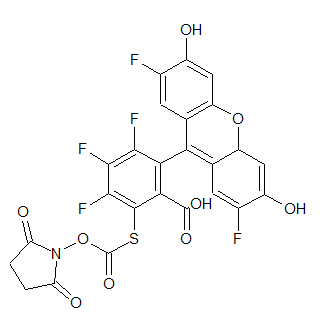
Oregon Green 514 NHS-ester

La réaction de l’OG 514 avec le groupement succinimide donne de l'OG 514 NHS-ester.
Ce dérivé est plus réactif, il est utilisé comme catalyseur dans les réactions d'acétalisation mais peut être aussi utilisé pour créer des bio conjugués fluorescents verts avec des maxima d’excitation/émission aux alentours de 489/526 nm.

#### Oregon Green 514 o-aminophénol

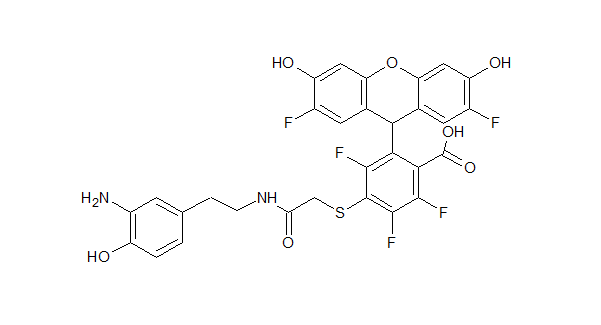
Oregon Green 514 o-aminophénol

La réaction de l’OG 514 avec le groupement amino-phénol produit du OG 514 o-aminophénol.
La création de ce dérivé permet d’obtenir un intermédiaire utilisé dans la préparation de nombreux produits comme des composées hétérocycliques ou encore des antalgiques.